# Железнодорожная линия Лиепая — Вентспилс
Железнодорожная линия Лиепая — Вентспилс полностью построена в 1944 году. Закрыта компанией Latvijas dzelzceļš под предлогом плохого состояния пути в 1996 году. Фактически причиной закрытия линии была её убыточность. В 2009 году линия была разобрана.

## История

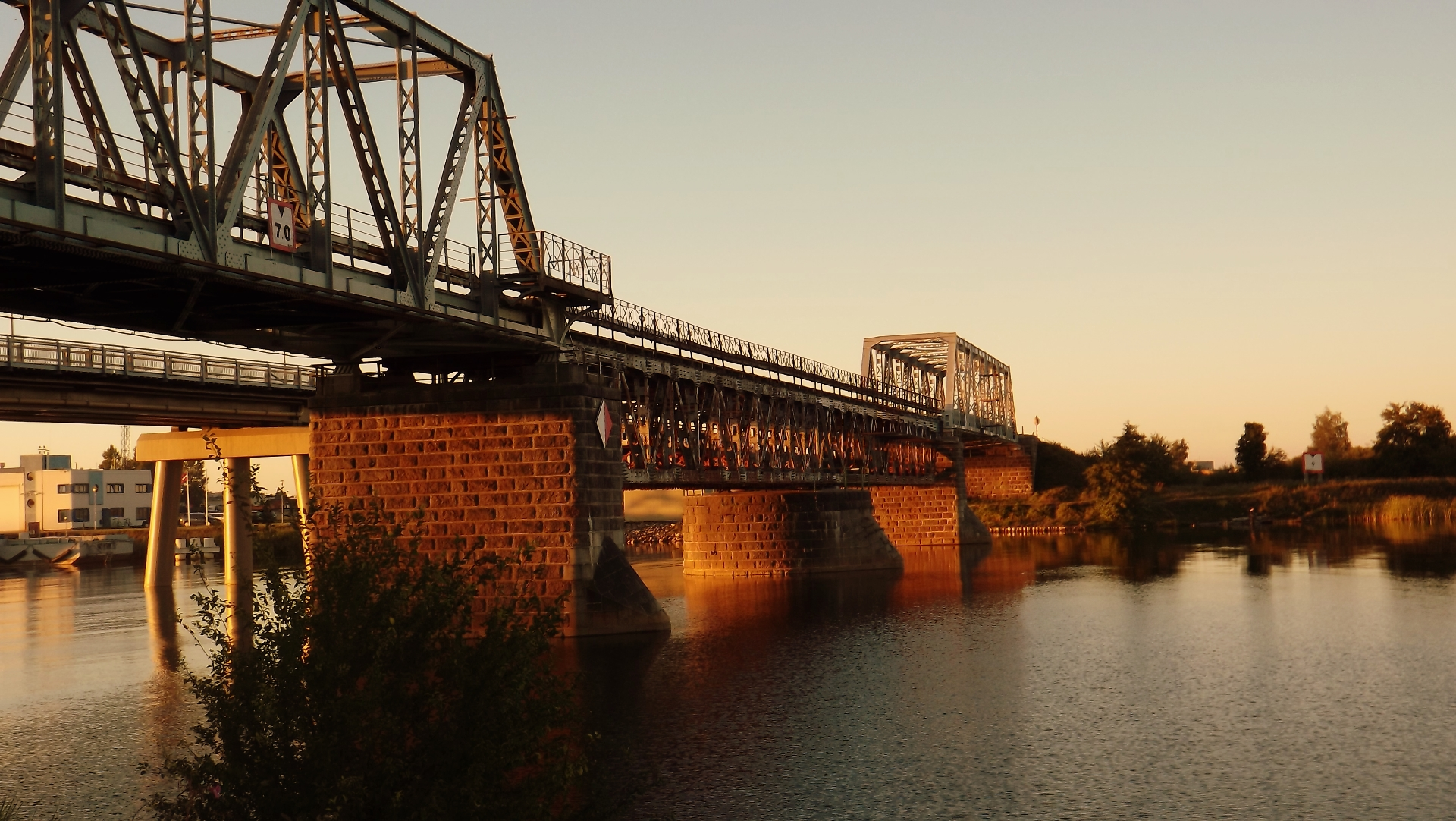
Железнодорожный мост через Венту в Вентспилсе

В 1912—1913 гг была построена провизорская узкоколейная (600 мм) линия от Лиепаи ло Зиемупе, предназначавшаяся для перевозки камней в Лиепайский порт, и в начале Первой мировой войны — узкоколейная линия между Павилостой и Алсунгой. 6 июня 1928 года Латвийский Сейм принял постановление о постройке узкоколейной линии Лиепая — Зиемупе — Павилоста — Алсунга (Алшванга), но несколько позже было решено, что линия, проходящая по столь малообжитым местам, будет убыточной и линию на Алсунгу запланировали провести через Вергале, с колеёй 750 мм. Линия была готова 14 августа 1932 года, и её, чтобы не делать крюк, не стали заводить в Павилосту, которую позже соединили с линией 3 километровым ответвлением от станции Упениеки (с 1933 года — Курса). В 1933 году линию решили продлить до Кулдиги и 1 сентября 1935 года участок Алсунга — Кулдига был сдан в эксплуатацию. В 1939 году началось строительство участка Тукумс — Кулдига. До начала Второй мировой войны от станции Тукумс II успели проложить всего лишь 8 км пути.
Когда в 1944 году немецкие войска оказались в курляндском котле, оставшиеся в их распоряжении железнодорожные линии Вентспилс — Тукумс и Лиепая — Биксты оказались изолированы друг от друга и их спешно соединили линией Берзупе — Джуксте, но и её вскоре заняли советские войска. Следующую рокадную линию немцы решили строить уже как можно дальше от линии фронта и удобнее всего оказалось соединить Лиепаю и Вентспилс через Алсунгу. Как раз пригодился недостроенный мост через Венту. Этот мост начали строить перед Первой мировой войной для ответвления Вентспилс — Кулдига, которое из-за войны так и осталось лишь на бумаге. В декабре 1944 года по новой линии, включавшей перешитый на европейскую колею (рельсы узкой колеи не снимали — они так и оставались между ширококолейными) участок Лиепая — Алсунга, прошли первые поезда.

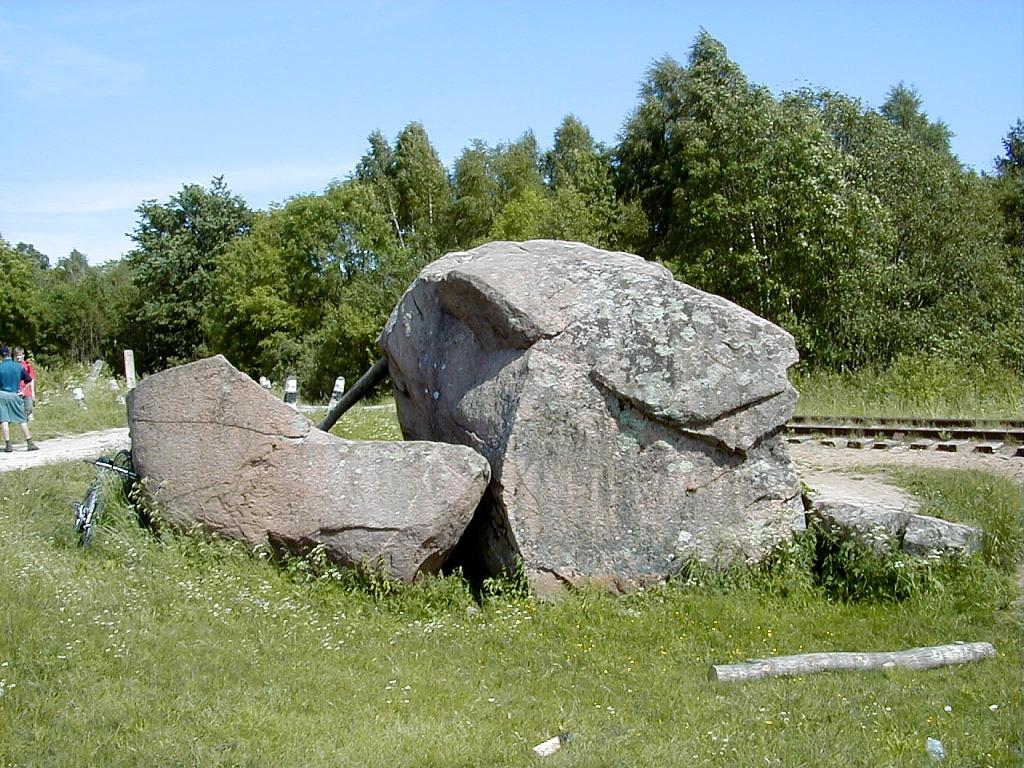
Капседский валун на фоне ещё не разобранной линии

Новой линии придавалось важное стратегическое значение и в СССР, где она оказалась в приграничной зоне особого режима. Её сохранили и перестроили с шириной колеи 1524 мм. На линии появилось также и пассажирское сообщение. Сохранился также изолированный узкоколейный участок Алсунга — Кулдига, по которому до 1963 года курсировал грузопассажирский поезд, причём, в отличие от ширококолейной линии Лиепая — Вентспилс с одной парой пассажирских поездов в сутки, здесь предусматривалось две пары. Грузоперевозки на участке производились до 1974 года, для нужд деревообрабатывающего комбината «Вулкан» в Кулдиге, после чего по причине критического состояния путей, участок демонтировали. Ветка Курса — Павилоста разобрана вскоре после окончания войны.
30 апреля 1974 года, локомотив, проходивший по линии Лиепая — Вентспилс стал причиной одного из крупнейших лесных пожаров за всю историю Латвии. Тогда в Вергале (главное лесничество Лиепая) пожар распространился на площади 2330 га (из них 2194 га леса). Пожару способствовали сильный ветер и сухая трава на территории посадок молодых сосен в заповеднике Грини. В расследовании причин пожара принимали участие 3 человека из Красноярского института леса. При разбирательстве обстоятельств дела в Москве интересы Лиепайских лесопромышленников представляли лесник Иварс Петерсонс и сотрудник министерства охраны леса Арнис Рога.
После Второй мировой войны пассажирское сообщение на линии поддерживалось преимущественно грузопассажирскими поездами, в которых два-три вагона сразу за локомотивом были пассажирскими, а остальные вагоны были товарными. После закрытия ответвления на Алсунгу, был оставлен один пассажирский поезд, который рано утром выезжал из Вентспилса, и ближе к вечеру отправлялся из Лиепаи в обратный путь. Время следования по всей линии составляло чуть больше 4 часов. Последний поезд № 951 из Лиепаи отправился 3 июля 1996 года и из Вентспилса 4 июля 1996 года (№ 952).
На линии изначально большинство остановочных пунктов имели путевое развитие, что, в частности, было связано с задачей вывоза леса и других товаров в Лиепаю и позже в Вентспилс. В 1990 году на линии оставались 4 станции с путевым развитием, на которых могли разъезжаться поезда: Вергале, Рива, Алсунга и Зурас. Перед закрытием линии это были только Рива и Алсунга, и в 2009 году, незадолго до закрытия Рива оставалась уже единственной станцией, имевшей несколько путей.
Демонтаж путей на линии завершён в конце 2009 года и всё, что от неё осталось — мост через Риву, мост через Венту и подъездные пути Вентспилсской станции на левом берегу реки.

## Станции и остановочные пункты

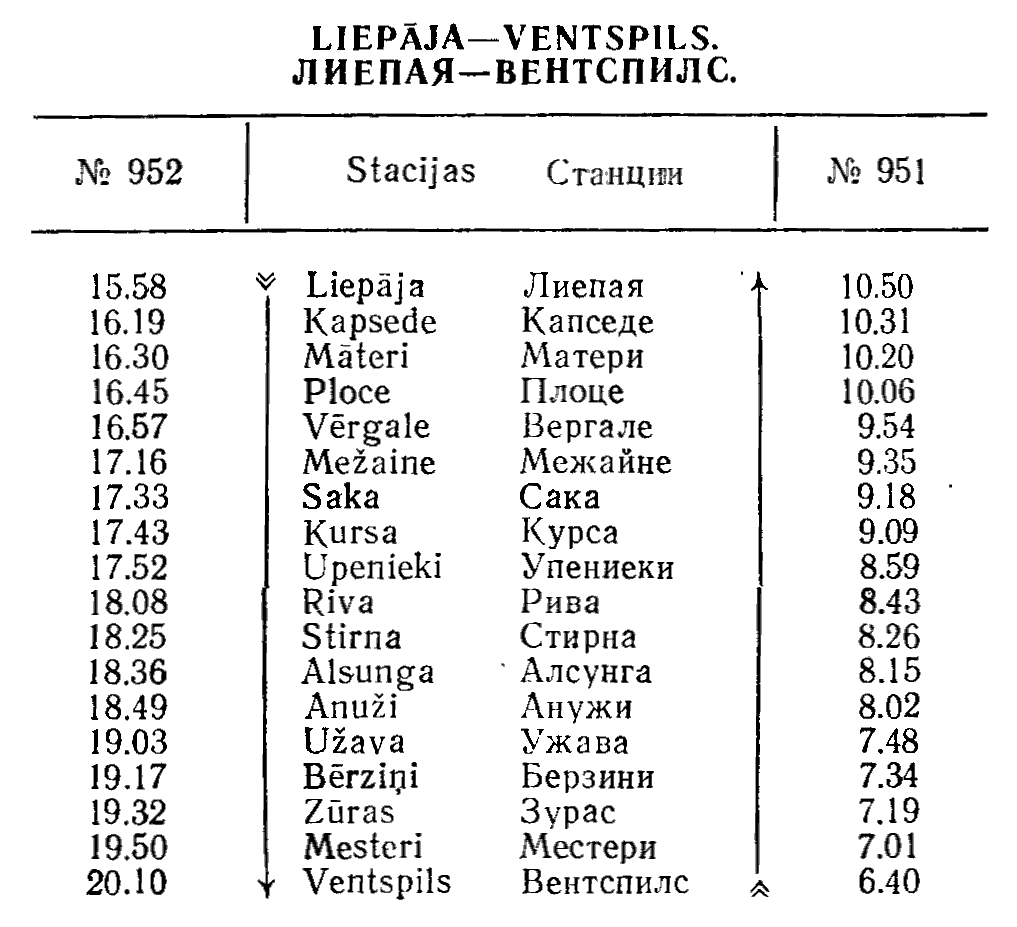
Расписание рейса Лиепая — Вентспилс, 1979 год.

На момент закрытия
- Лиепая
- Капседе
- Матери
- Медзе
- Плоце (Плоце)
- Вергале
- Межайне
- Сака
- Курса
- Упениеки
- Рива
- Стирна
- Алсунга
- Анужи
- Ужава
- Берзини
- Зурас
- Мейстери
- Вентспилс-Южный
- Вентспилс

Закрытые ранее
- Тосмаре
- Карпа
- Варве

### Узкоколейный участок Алсунга — Кулдига
Функционировал до 1974 года. Закрыт решением совета министров Латвийской ССР.
Управление Прибалтийской железной дороги прекратило эксплуатацию линии Апе — Алуксне в январе 1973 года и Алсунга — Кулдига в июле 1973 года. Станция Скрунда была оборудована средствами для передачи грузов с железнодорожного транспорта на автомашины и наоборот для нужд организаций и предприятий, находящихся на территории Кулдигского района. Министерство автотранспорта и шоссейных дорог Латв. ССР провело капитальный ремонт автомобильной дороги Скрунда — Кулдига, с целью организовать круглогодичные перевозки без ограничений движения.
Станции и остановочные пункты: Алсунга, Алмале, Эдоле, Иванде, Падуре, Кулдига.